# Arduino Paniccia
Arduino Paniccia (Milano, 31 gennaio 1946) è un opinionista e scrittore italiano.
Analista di strategia militare e di geopolitica, è fondatore e Presidente della Scuola di Guerra Economica e Competizione Internazionale di Venezia ASCE.
È un commentatore e analista per diverse testate giornalistiche, televisive  e sul web di temi di geo-politica e strategia internazionale. Opinionista di Unomattina, La7, Sky TG24, dei telegiornali e giornali radio della RAI, Radio TV svizzera, Radio Vaticana, Radio Capodistria e Radio 24. Scrive su riviste e quotidiani nazionali ed internazionali (Panorama, Economy, Il Foglio, Le Formiche, Herald Tribune). Frequentemente intervistato sui principali quotidiani nazionali (La Stampa, Il Corriere, Libero, Il Sole 24 Ore, Il Giornale e altri siti di approfondimento come Difesa online ed Herald Italia ), collabora inoltre con l'ISPI, è direttore accademico dell'Istituto Italiano di Studi Strategici IISS N. Machiavelli, nel 2013 fonda a Venezia "ASCE Scuola di Competizione Economica Internazionale" .  Dal 2014 è stato collaboratore della Rivista Militare dello Stato Maggiore dell'esercito italiano.

## Biografia
Conclusi gli studi all'istituto Nautico di Trieste si imbarca su un mercantile britannico, successivamente militarizzato e partecipa al conflitto in Vietnam imbarcato nelle unità di supporto logistico (1966-1967).
Si laurea nel luglio del 1971 in “Scienze Economico – Marittime” presso l'Università Navale di Napoli con una Tesi in Economia dei Trasporti Marittimi e Aerei.
È stato impegnato in molteplici missioni internazionali nelle aree coinvolte da conflitti, come esperto in terrorismo, guerriglia e peace-keeping. Ha preso parte alle missioni di pace nell'area balcanica, in particolare nelle operazioni di aiuto umanitario nell'inverno '93/'94 nella città assediata di Sarajevo. È stato inoltre componente della Task Force per la ricostruzione nei Balcani e Presidente della Task Force per la ricostruzione in Libia. Ha operato, oltre alla Bosnia, in Albania, Croazia, Kosovo, Macedonia e Serbia. Ha effettuato numerose missioni in Afghanistan, Pakistan, nell'area del Golfo Persico.
Nel 1981 nominato Consigliere di Amministrazione nella Holding del Gruppo AGUSTA SpA.. Dal gennaio 2001 è Senior Advisor dell'UNCTAD/ONU, Ginevra, per il progetto Mediterraneo 2000 e successivamente 2007 responsabile della missione di cooperazione UNIDO per l'area del Libano, Giordania, Iraq.
Con Edward Luttwak, ha scritto saggi sulle strategie della globalizzazione, ha collaborato con il Centro Studi Strategici di Washington. È altresì autore di monografie sull'ingresso della Cina nell'Organizzazione Mondiale del Commercio e sulla gestione della rete/ICANN e sulla definizione del corridoi paneuropei dei trasporti.
Dal 2006 è docente della Scuola di Polizia Interforze, per il Ministero dell'interno, a Roma nel corso di Criminalità e terrorismo transnazionale.

## Onorificenze e incarichi diplomatici
- nel febbraio 1992 insignito “Motu Proprio” della Commenda dell'Ordine al merito della Repubblica italiana dal Presidente della Repubblica Francesco Cossiga per il servizio prestato nelle aziende pubbliche del settore marittimo e aeronautico[17];
- con D.P.R.27/12/94 insignito dell'onorificenza di Grande Ufficiale dell’Ordine al Merito della Repubblica Italiana[18];
- nell'aprile 1993 nominato Console Onorario di Spagna a Venezia con circoscrizione consolare triveneta;
- nel 2002 nominato Consigliere Economico per il Commercio Estero del Granducato di Lussemburgo (Cons. Gen.)

## Pubblicazioni
- 1994 - 	“Strategia e Individuo” – Muzio Editore, Padova (introd. di E. Luttwak), ISBN 88-7021-697-7;
- 1997 - 	“Due Italie e mezza Europa” – Egida, Università di Padova (introd. di E. Luttwak);
- 2000 -	“I Nuovi Condottieri – Vincere nel XXI secolo” con Edward Luttwak – Marsilio/Rizzoli (5ª edizione);
- 2001 -	“La Ricostruzione in Serbia e nei Balcani: i Corridoi Pan-Europei dei Trasporti” – Edizioni EIC/U.E. – Bruxelles;
- 2001 -	“L'Unione Europea, la Cina e gli Stati Uniti nel Sistema Multilaterale degli Scambi: l'Organizzazione Mondiale del Commercio (WTO) dopo Seattle” – Edizioni EIC/U.E. – Venezia;
- 2002 -	Segre G., Muraro G., Paniccia A. – “Strategia e Globalizzazione” in “Fisco e Impresa nel Mercato Globale” – Cedam – Padova;
- 2006 - 	“La Quarta Era” – Mazzanti Editori, Quaderni di Studi Strategici ISBN 88-88114-64-5;
- 2008 - 	“La pace armata. IL ruolo dell'Italia nella nuova dottrina strategica nel Mediterraneo” coautori Gen. CC L. Leso e Andrea Castelli Cossiga – Mazzanti Editori, Quaderni di Studi Militari e Strategici.
- 2013 - 	“Trasformare il Futuro. Nuovo manuale di Strategia" - Mazzanti Editori - Venezia, ISBN 978-88-98109-11-1.
- 2017-"Sfide geoeconomiche",Fuoco, Roma .Introduzione di Arduino Paniccia
- 2019 - "Negoziazione. Psicologia e Metodo", Aracne, Roma, ISBN 978-88-255-2751-3 di Fabrizio De Paulis, Introduzione di Arduino Paniccia e contributo di Francesco D'Arrigo